# Erika Fisch
Pour les articles homonymes, voir Fisch (homonymie).
Erika Fisch (née le 29 avril 1934 à Hanovre et morte le 9 novembre 2021 dans la même ville) est une athlète allemande ayant représenté l'Allemagne de l'Ouest, spécialiste du sprint, du 80 m haies et du saut en longueur. Elle a détenu le record du monde du relais 4 × 100 mètres en 45 s 1 réalisés à Dresde le 30 septembre 1956 ; cette marque sera battu aux Jeux olympiques de 1956 le 12 décembre. Elle a aussi établi un record du monde en salle de la longueur, avant que ceux-ci ne soient ratifiés par l'IAAF, et a remporté deux médailles aux championnats d'Europe 1962.

## Biographie

### Palmarès
| Date | Compétition           | Lieu      | Résultat | Épreuve    | Performance |
| ---- | --------------------- | --------- | -------- | ---------- | ----------- |
| 1954 | Championnats d'Europe | Berne     | 4e       | Longueur   | 5,81 m      |
| 1956 | Jeux olympiques d'été | Melbourne | 4e       | Longueur   | 5,89 m      |
| 1958 | Championnats d'Europe | Stockholm | 12e      | Longueur   | 5,72 m      |
| 1962 | Championnats d'Europe | Belgrade  | 3e       | 80 m haies | 10 s 6      |
| 1962 | Championnats d'Europe | Belgrade  | 2e       | 4 × 100 m  | 44 s 6      |

### Records
| Épreuve          | Performance | Lieu    | Date              |
| ---------------- | ----------- | ------- | ----------------- |
| 100 mètres       | 11 s 6      | Frechen | 29 juillet 1956   |
| 80 mètres haies  | 10 s 6      | Brème   | 23 septembre 1962 |
| Saut en longueur | 6,21 m      | Cologne | 29 août 1959      |
| Pentathlon       | 4 481 pts   | Hamm    | 24 juin 1962      |